# Herrarnas 102 kg i tyngdlyftning vid olympiska sommarspelen 2024
Herrarnas tyngdlyftning i 102-kilosklassen vid olympiska sommarspelen 2024 hölls den 10 augusti 2024 i Paris Expo Porte de Versailles i Paris i Frankrike.

## Rekord
Innan tävlingens start gällde följande rekord.
| Världsrekord     | Ryck   | Världsstandard    | 191 kg | —                | —            |  |
| Världsrekord     | Stöt   | Liu Huanhua (CHN) | 232 kg | Phuket, Thailand | 8 april 2024 |  |
| Världsrekord     | Totalt | Liu Huanhua (CHN) | 413 kg | Phuket, Thailand | 8 april 2024 |  |
|                  |        |                   |        |                  |              |  |
| Olympiska rekord | Ryck   | Olympisk standard | 186 kg | —                | —            |  |
| Olympiska rekord | Stöt   | Olympisk standard | 226 kg | —                | —            |  |
| Olympiska rekord | Totalt | Olympisk standard | 410 kg | —                | —            |  |

## Resultat
| Placering | Idrottare            | Nation                          | Ryck (kg) | Ryck (kg) | Ryck (kg) | Ryck (kg) | Stöt (kg) | Stöt (kg) | Stöt (kg) | Stöt (kg) | Totalt |
| Placering | Idrottare            | Nation                          | 1         | 2         | 3         | Resultat  | 1         | 2         | 3         | Resultat  | Totalt |
| --------- | -------------------- | ------------------------------- | --------- | --------- | --------- | --------- | --------- | --------- | --------- | --------- | ------ |
| 1         | Liu Huanhua          | Kina                            | 178       | 183       | 186       | 186       | 220       | 228       | 233       | 220       | 406    |
| 2         | Akbar Djuraev        | Uzbekistan                      | 180       | 185       | 189       | 185       | 219       | 224       | 232       | 219       | 404    |
| 3         | Jaŭheni Tsichantsoŭ  | Individuella neutrala idrottare | 176       | 178       | 183       | 183       | 214       | 219       | 228       | 219       | 402    |
| 4         | Garik Karapetian     | Armenien                        | 180       | 186       | 186       | 186       | 212       | 218       | 218       | 212       | 398    |
| 5         | Irakli Tjcheidze     | Georgien                        | 171       | 176       | 179       | 179       | 214       | 214       | 224       | 214       | 393    |
| 6         | Lesman Paredes       | Bahrain                         | 181       | 186       | 188       | 181       | 211       | 218       | 218       | 211       | 392    |
| 7         | Ramiro Mora Romero   | Flyktingidrottare               | 161       | 166       | 168       | 166       | 201       | 206       | 210       | 210       | 376    |
| 8         | Wesley Kitts         | USA                             | 167       | 172       | 177       | 172       | 202       | 210       | 210       | 202       | 374    |
| 9         | Jang Yeon-hak        | Sydkorea                        | 173       | 179       | 180       | 173       | 200       | 211       | 221       | 200       | 373    |
| 10        | Döwranbek Hasanbaýew | Turkmenistan                    | 180       | 187       | 188       | 180       | 190       | 190       | 200       | 190       | 370    |
| —         | Ahmed Abuzriba       | Libyen                          | 164       | 169       | 170       | 164       | —         | —         | —         | —         | 0DNF0  |
| —         | Fares El-Bakh        | Qatar                           | 178       | 178       | 178       | —         | —         | —         | —         | —         | 0DNF0  |
| —         | Don Opeloge          | Samoa                           | 170       | 170       | 170       | —         | —         | —         | —         | —         | 0DNF0  |